# وینتون (کارولینای شمالی)
وینتون (به انگلیسی: Winton) شهری در ایالت کارولینای شمالی کشور ایالات متحده آمریکا است که جمعیت آن در سرشماری سال ۲۰۱۰ میلادی، ۷۶۹ نفر بوده‌است.